# Giacomo Conti (Bobfahrer)

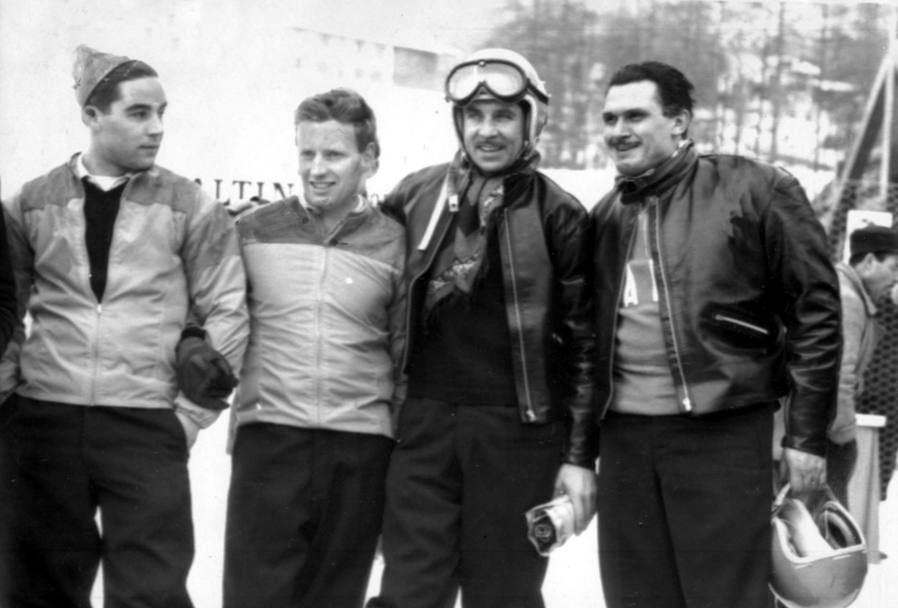
Renzo Alverà, Eugenio Monti, Giacomo Conti und Lamberto Dalla Costa (v. l. n. r.) bei den Olympischen Winterspielen 1956

Giacomo Conti (* 24. Juni 1918 in Palermo; † 8. Juli 1992 in Verona) war ein italienischer Bobfahrer.

## Werdegang
Conti schloss sich während des Zweiten Weltkriegs der Regia Aeronautica, der italienischen Luftwaffe, an und stieg bis in den Rang eines Majors auf. Nachdem er zunächst Leichtathletik betrieben hatte, wurde Conti für Tests zur Rekrutierung von Bobpiloten ausgewählt. Zusammen mit dem Oberfeldwebel Lamberto Dalla Costa bildete Conti ein Bobteam, das fast ausschließlich auf der Pista olimpica di bob von Cortina d’Ampezzo trainierte und fuhr. Mit dem Heimvorteil gewann das Team bei den Olympischen Winterspielen 1956 die Goldmedaille im Zweierbob, mehr als eine Sekunde vor dem Bob Italien I, der vom legendären Eugenio Monti pilotiert wurde. Dieser Olympiasieg stellt die einzige Goldmedaille Italiens bei Olympischen Spielen im eigenen Land dar.
Bei der Weltmeisterschaft 1957 belegten Dalla Costa und Conti den vierten Platz im Zweierbob und zogen sich danach vom Bobsport zurück.
Später betrieb Conti in Gelsenkirchen eine Eisdiele. Giacomo Conti starb im Juli 1992 im Alter von 74 Jahren in Verona. 